# 1,2,3-Trinitrobenzen
1,2,3-Trinitrobenzen je nitro jedinjenje koje je derivat benzena.